# Аншибаев, Мурат Аншибаевич
Мурат Аншибаев (1 июля 1936; село Ракуша, Атырауская область, Казахская ССР, СССР) — советский и казахский нефтяник. Лауреат Государственной премии Казахской ССР (1978). Заслуженный нефтяник Казахской ССР.

## Биография
Мурат Аншибаев родился 1 июля 1936 в селе Ракуша в Атырауской области.
В 1951 году Окончил Атырауский политехнический техникум.
В 1955 по 1962 годы бурильщик нефтепромыслового управления Байчунас.
В 1962 по 1969 годы оператор по добыче нефти на нефтепромыслового оборудования, мастер подземного ремонта РИТС Байчунас.
В 1974 по 1997 годы начальник производственного ремонта скважины нефтегазодобывающего управления «Доссорнефть».
С 1997 года персональный пенсионер Республики Казахстана.

## Награды и звания
- Государственная премия Казахской ССР (1978)
- Заслуженный нефтяник Казахской ССР
- Орден Трудового Красного Знамени
- Орден «Знак Почёта»
- Медаль «В ознаменование 100-летия со дня рождения Владимира Ильича Ленина»
- Медаль «Ветеран труда»
- Награждён Почётной грамотой Верховного Совета Казахской ССР